# Iwan Lebanow
Iwan Lebanow (bulgarisch Иван Лебанов, engl. Transkription Ivan Lebanov; * 10. Dezember 1957 in Gostun, Gemeinde Bansko) ist ein ehemaliger bulgarischer Skilangläufer. Er gewann 1980 die erste bulgarische Medaille bei Olympischen Winterspielen.

## Leben und Karriere
Im Alter von 18 Jahren nahm Lebanow an den Olympischen Winterspielen 1976 im österreichischen Innsbruck teil. Über die Distanz von 15 Kilometern belegte er als bester Starter seines Landes einen guten 24. Platz. Mit der bulgarischen Mannschaft konnte er im Staffelwettbewerb nur den 14. und somit letzten Platz belegen. Vier Jahre später bei den Olympischen Winterspielen 1980 in Lake Placid verbesserte er sich über die 15-Kilometer-Distanz auf den 15. Platz. Im 30-Kilometer-Wettbewerb gelang ihm dann eine für nicht möglich gehaltene Sensation. So gewann er überraschend hinter den sowjetischen Läufern Nikolai Simjatow und Wassili Rotschew die Bronzemedaille. Es war die erste olympische Medaille, die ein bulgarischer Athlet bei Olympischen Winterspielen gewinnen konnte. Im Jahr 1977 holte er bei den Juniorenweltmeisterschaften in Sainte-Croix die Goldmedaille über 15 km.
1978 gewann Lebanow bei der Winter-Universiade in Špindlerův Mlýn die Goldmedaille über die 15-Kilometer-Distanz. Mit der bulgarischen Staffel gewann er die Bronzemedaille. 1981 triumphierte er in Jaca im 30-Kilometer-Wettbewerb. Zwei Jahre später gewann er über die gleiche Strecke vor heimischen Publikum in Sofia die Bronzemedaille und die Silbermedaille über die 15-Kilometer-Distanz sowie im Staffelwettbewerb. Lebanows beste Platzierung im Skilanglauf-Weltcup war 1982 der zehnte Platz über 15 Kilometer beim Weltcup im Schweizerischen Le Brassus. In dieser Saison belegte er mit Platz 41 auch seine beste Platzierung im Gesamtweltcup.